# 中島閘門
中島閘門（なかじまこうもん）は、富山県富山市の富山駅北側付近から河口の富山湾まで南北に続く、富岩（ふがん）運河中流域にある現在も運用されているパナマ運河方式の閘門で、国の重要文化財に指定されている。

## 概要
総延長約5.1Kmの富岩運河河口側より約3.1Km上流にある長さ86mのパナマ運河方式の複扉室（ふくひしつ）閘門で、運河掘削と同時に建設され、1934年（昭和9年）8月に竣工。上流側標高が約2.7m、下流側標高約0.2mの水位差約2.5mを調整する為の閘門で200t級までの船舶が往来できる。閘門は、左岸側に閘室・扉室、右岸側に水位調整用水門・放水路、それらに挟まれた中洲敷地に閘門操作所があり、閘門下流側にある中島橋で両岸を結ぶ構造となっている。建設後は運河上流部沿岸の工場などへ原材料や資材・製品の運搬をする船を通すことで富山の工業発展に寄与した。
しかし輸送手段が陸上運輸に取って変わり、近燐に住宅地が増え環境への配慮が必要になったり、水質の悪化などにより周辺の工場の縮小や撤退が進み、運河交通自体が衰退したため、運河も荒れた状態となり、県が1979年（昭和54年）富岩運河を埋め立て道路を建設する計画が持ち上げたが、1984年（昭和59年）にその方向性を転換し、この水辺を生かした街づくりを目指し整備することになった。
その後昭和60年代に入り、新たな計画のもと運河の最上流部の船溜まりは富岩運河環水公園として、上流から中流域の閘門までの沿岸は遊歩道などの整備が行なわれ、老朽化した中島閘門も1997年（平成9年）より扉体等の原形復元修理を行い、1998年（平成10年）に復元修理工事が完了し、昭和初期に作られた土木建造物としては全国で初めて同年5月1日、閘門、閘門操作所、放水路、中島橋、量水計が「富岩運河水閘施設」として国の重要文化財に指定された。

### 施設並びに構造

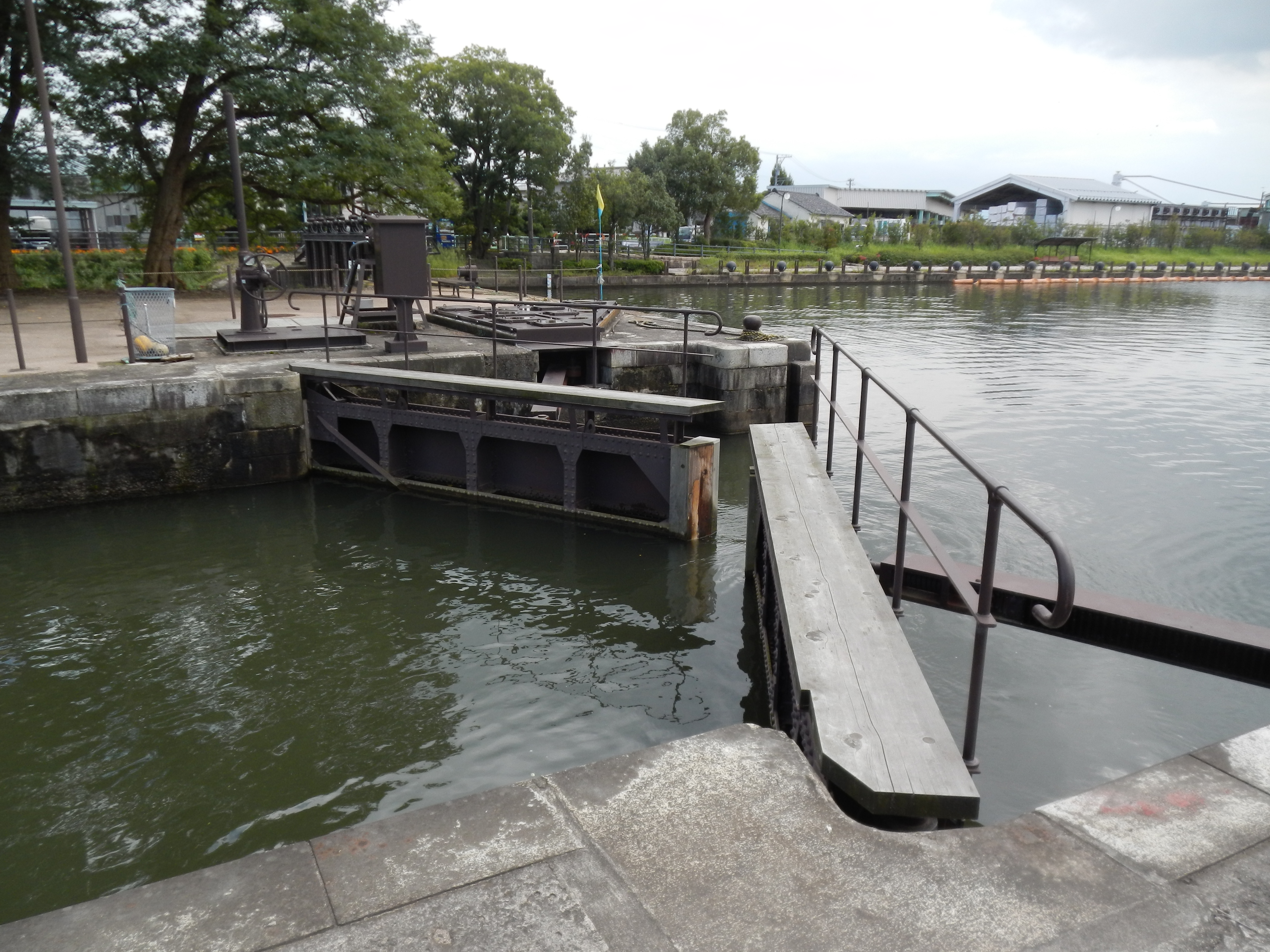
上流側の閘門扉

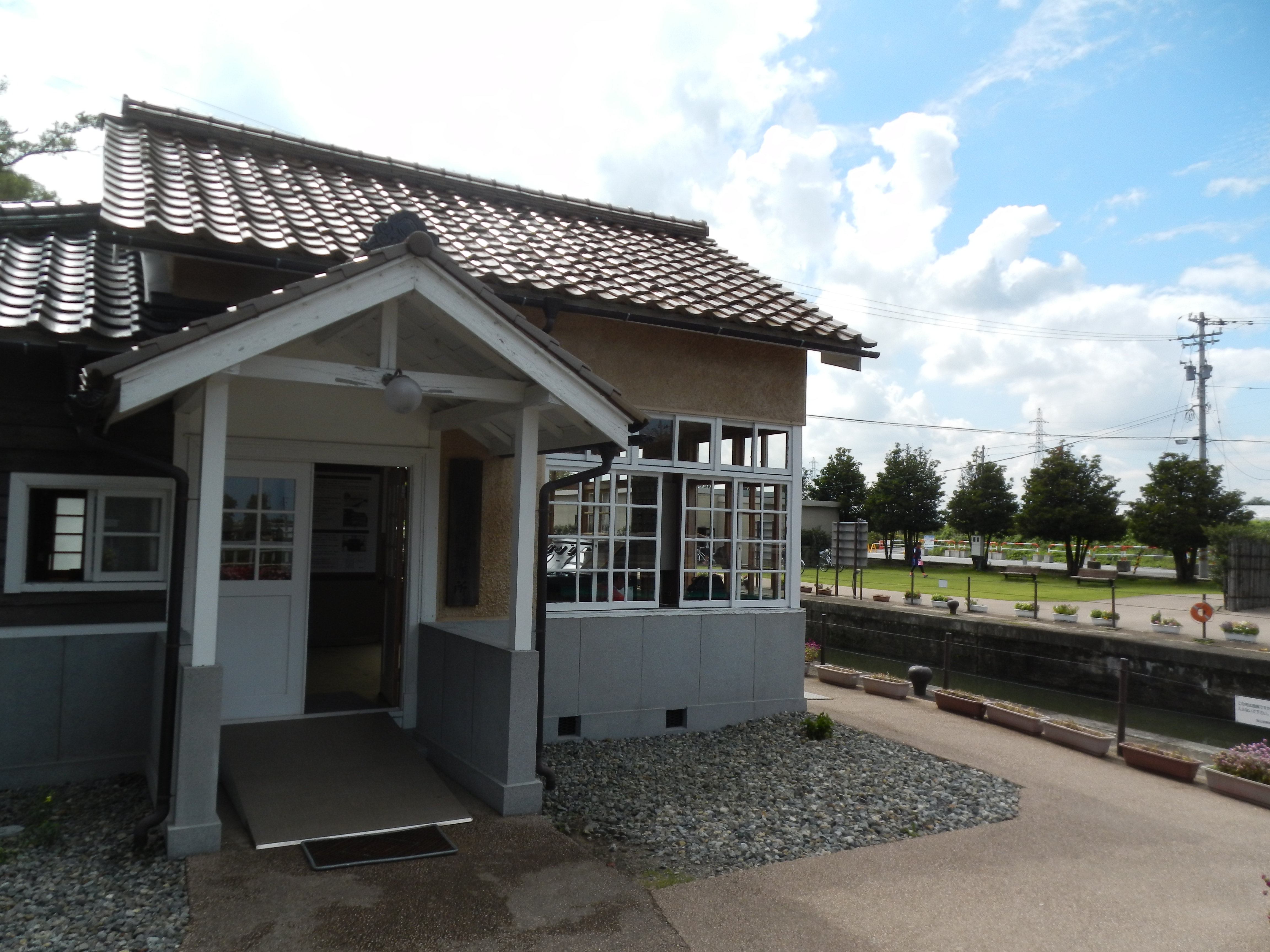
閘門操作所

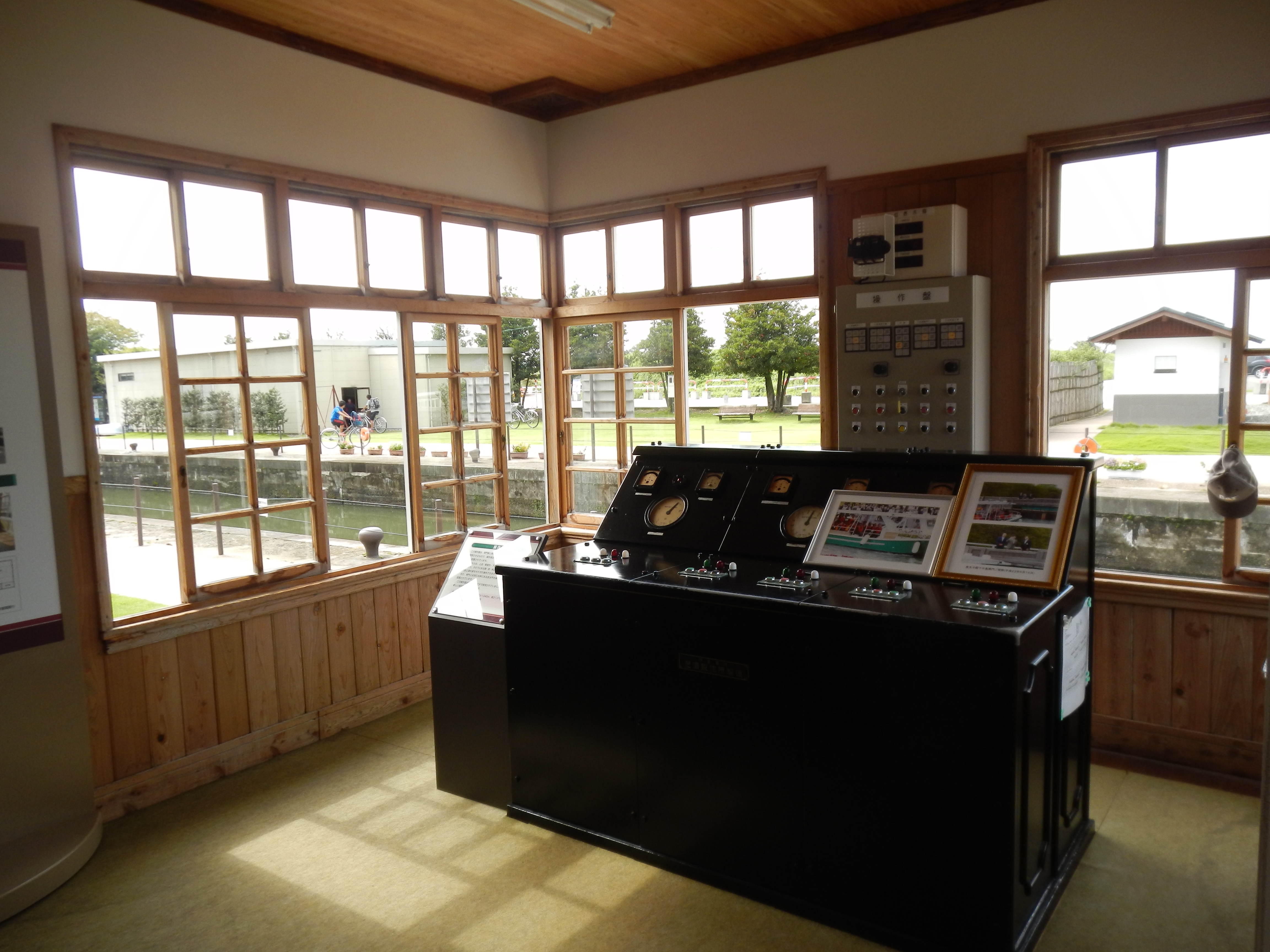
閘門操作所の旧操作盤（手前）と現操作盤（壁据え付）

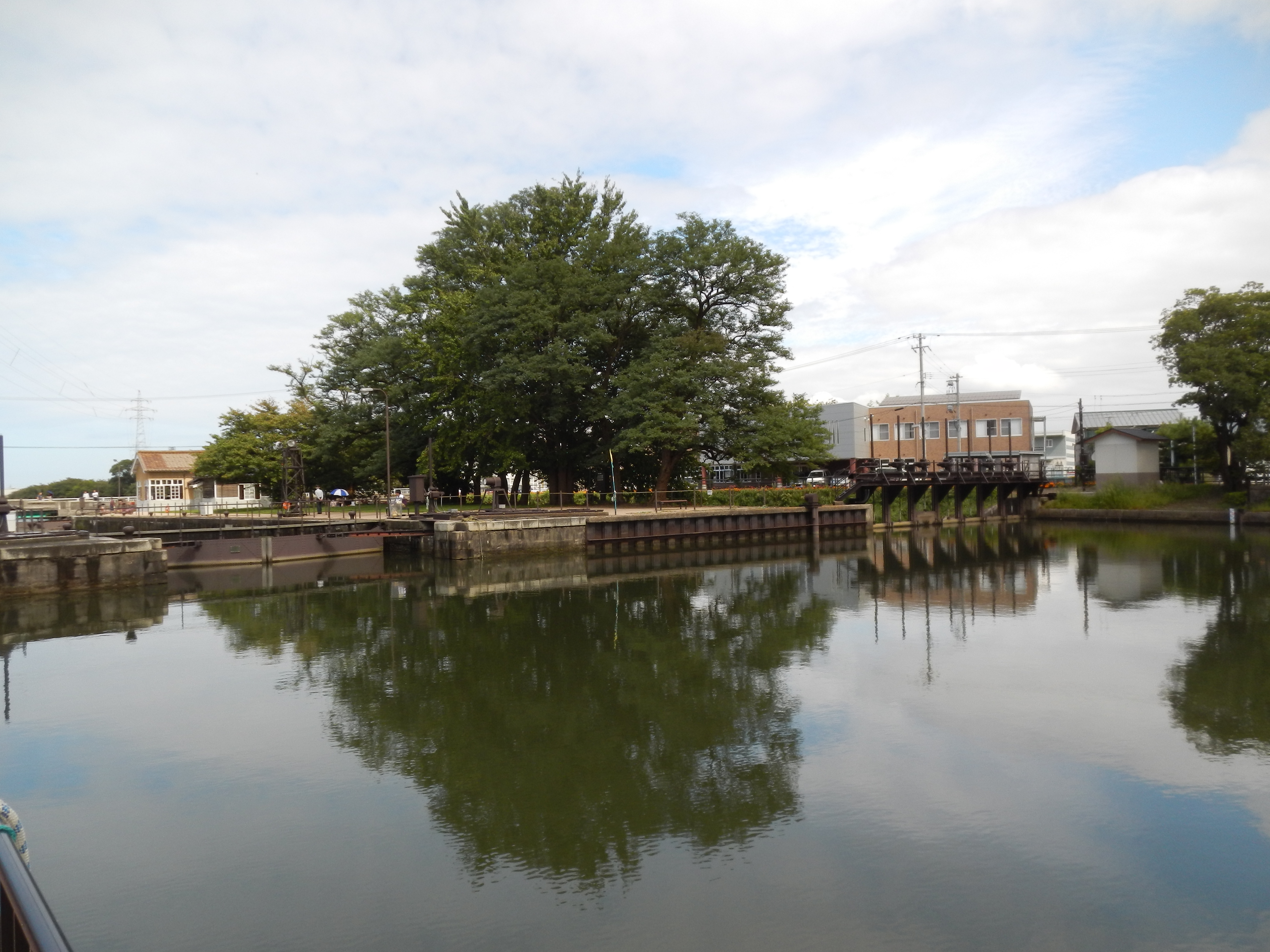
上流（南）側から撮影、左側が閘門、右側が放水路、左奥の建物が閘門操作所

#### 閘門
閘門全長 86m。

##### 閘室・扉室
閘室・扉室は長さ60.6m、幅9.09m、高さ6.27m。基礎には直径21cm、長さ5.3mの1700本の松の丸太を使用し、石組みと鉄筋コンクリートを併用し造られ、底面には竿で舟を進められるように千鳥配置に割り石を置き引っ掛るようにしてある。

##### 閘門扉
扉体（ひたい）のゲート形式は上流側、下流側共、鋼製マイターゲート（合掌式ゲート）、純径間、上、下流側共9.09m、扉高、上流側2.995m、下流側5.765mで、扉体は約15,000本のリベットを使用したリベット接合で造られている。現在扉体は溶接接合が主流となり大変珍しい物であることから、復元修理にあたっては、リベット接合を用い往時の姿で復元、また扉の水密部は檜材を使用していたため、こちらも往時の姿で復元されている。

##### 通水口
通水口は当時の優れた石工の技術が見られる花崗岩の石組みで出来ており、上部が美しいアーチ状になっている。閘室への水の出し入れは、ポンプは使用せず水位の高低差を利用した自然流水で行なう。

#### 閘門操作所
閘門と放水路に挟まれた中洲敷地にある閘門の操作所。操作所の建物は閘門と同時に建設されたもので、建物の特徴としては、切妻造りの屋根に着色した瓦を葺き、妻には装飾として破風板・ガラリを設置、壁はドイツ壁、洗い出し壁を用いるなど、洒落た外観となっている。また夜間の操作のほか治水目的で24時間体制の管理をするため、操作員が寝泊りできるよう8畳の和室や台所等の住居を併設し、当時はまだ一般家庭では普及していない内風呂が設置されていた。しかしこの建物も老朽化が進んでいたため、2008年（平成20年）7月より原形復元修理を行ない、2010年（平成22年）に当時の姿に再建された。
操作室内は閘門並びに運河が見渡せるよう三方が木枠のガラス窓になっており、壁に据え付けの現在使用している操作盤の他に、室内ほぼ中央前部に当時の操作盤が設置保存されている。芝浦製作所（現 東芝）製の黒く重厚な操作盤のパネルは大理石を使用し、メーターの目盛が尺貫法で表示されているのが大きな特徴である。

#### 放水路
閘門と閘門操作所の中洲敷地を挟み東側に平列して設置された、閘門上流側の水位調整用水門と放水路。鉄筋コンクリート造りで、引上戸式のゲート（水門）が7門ある。

#### 中島橋
1934年（昭和9年）8月に完成した、閘門の下流側にある、左岸と中洲敷地にある閘門操作所と右岸とを結ぶ閘門管理用の橋。閘門扉側の橋は、閘室内の水位の変化や、閘門扉の作動の様子を間近で見ることができる。橋は長さ51m（閘門の端〜放水路の端）、幅3mで、以前は近隣の工場などに向かう通勤者の車、トラックなどの往来があったが、現在車は通行出来ない。

#### むくり護岸
中島閘門を挟む近辺の岸辺は、割石（石垣）を曲線を描きながら積んでいく野面石練積護岸（のづらいしねりづみごがん）という工法で、「むくり護岸」といわれ全国的にも珍しい護岸である。

### 利用状況
現在は2022年（令和4年）4月より、富岩運河最上流部（南端）にある富岩運河環水公園（旧 船溜まり）及び河口側から富岩水上ライン（観光船）が就航しており（冬季は休航）、1日10回ほど観光船が閘門を通過し、観光客が水のエレベーターを体験できるほか、閘門操作室の見学などもできる観光スポットとなっている。
また中島閘門から環水公園までの運河両岸は、閘門下流側に架かる中島橋で折り返す、緑地や桜並木がある片道約1.8kmの水辺の遊歩道が整備されており、環水公園と共に散策路として市民に親しまれている。

### 交通アクセス
- 富山地方鉄道富山港線越中中島駅より徒歩約10分
- 富岩運河環水公園より富岩運河の遊歩道を歩いて約25分

### その他
富岩運河環水公園内には、富岩運河中流域までほぼ並行して流れるいたち川と、公園内の旧船溜まりとの水位差約0.65mを調整し、主に川舟の往来を目的とした牛島閘門がある。富岩運河、中島閘門と共に1934年（昭和9年）8月に竣工したもので、こちらは国の登録有形文化財に登録されている。